# Nick Hudson
Nick Hudson (ur. 7 października 1983 r. w Sydney) – australijski wioślarz.

## Osiągnięcia
- Mistrzostwa Świata – Poznań 2009 – czwórka podwójna – 2. miejsce[1].